# BioShock 2: La Guarida de Minerva
BioShock 2: La Guarida de Minerva o Minerva's Den, en inglés, es una campaña para un jugador disponible como contenido descargable (DLC) para el juego de disparos en primera persona BioShock 2 (2010), desarrollado por 2K Marin y publicado por 2K Games . El jugador asume el papel del "sujeto Sigma", un "Big Daddy" (ser humano modificado genéticamente que lleva armadura), el cual debe viajar por la Guarida de Minerva, el centro tecnológico de la ciudad submarina de Rapture, para descargar los planos de la supercomputadora de la ciudad. La jugabilidad es similar a la de BioShock 2, pero con nuevos enemigos y armas.
La Guarida de Minerva fue creada por un pequeño equipo dentro de 2K Marin dirigido por Steve Gaynor, quien se basó parcialmente en las ideas que discutió en su entrevista de contratación para la creación de los escenarios del DLC. El equipo se decidió por una pequeña historia personal sobre la identidad y el libre albedrío que explora una parte hasta entonces desconocida de la ciudad submarina de Rapture. La Guarida de Minerva se lanzó inicialmente para las consolas PlayStation 3 y Xbox 360 en agosto de 2010, y más tarde se lanzó y reeditó en otras plataformas. Fue bien recibido por los críticos, los cuales elogiaron su historia, personajes y jugabilidad. Además, quienes lo reseñaron, entre ellos, los escritores de Kotaku y Paste, lo consideraron una de las mejores expansiones de videojuegos de todos los tiempos. La experiencia de crear un pequeño proyecto centrado en una historia inspiró a Gaynor y a otros empleados de 2K a formar The Fullbright Company y crear Gone Home (2013).

## Jugabilidad
Al igual que BioShock 2, La Guarida de Minerva es un juego de disparos en primera persona. La historia tiene lugar en la ciudad submarina de Rapture en 1968, ocho años después de los eventos de BioShock y de forma simultánea a los eventos del modo historia de BioShock 2, en el distrito tecnológico de la Guarida de Minerva.  El personaje del jugador, el sujeto Sigma, es un Big Daddy, una persona cuyo cuerpo está fusionado con un traje de buceo blindado.  El jugador debe trabajar con el científico Charles Milton Porter para conseguir los planos de su creación, una supercomputadora conocida como "el Pensador", y escapar de Rapture.  Hay enemigos que se oponen al jugador conocidos como splicers (residentes de Rapture que abusaron de la recombinación genética), junto con otros Big Daddies y un sistema de seguridad automatizado. El juego tiene una duración aproximada de tres a cinco horas.
La jugabilidad de La Guarida de Minerva es similar a la de BioShock 2 . El jugador usa armas y plásmidos similares (modificaciones genéticas que otorgan superpoderes), pero los obtiene en un orden diferente, con un mayor énfasis en la adquisición de habilidades para hackear el sistema de seguridad. La expansión agrega nuevos elementos, incluido el Láser Iónico, un arma láser que llevan los Lanceros (una variante de los Big Daddies) en la Guarida de Minerva, y el plásmido "Pozo gravitatorio", que aturde y atrae a los enemigos hacia un vórtice. Otros enemigos exclusivos del DLC son los splicers brutos flamígeros, los splicers houdini invernales y los bots de seguridad mejorados, los cuales están equipados con cohetes, armás láser o bobinas que lanzan ataques eléctricos.

## Argumento
El sujeto Sigma es guiado por la voz de Charles Milton Porter mientras se acerca a la Guarida de Minerva, en donde se encuentra el núcleo del computador central de Rapture. Porter quiere tener acceso a su supercomputadora, el Pensador, para extraer sus planos y poder recrearla en la superficie. El ex colega de Porter, Reed Wahl, se opone a las intenciones de Sigma. Porter le advierte que Wahl se ha vuelto loco debido a la "recombinación" (modificaciones genéticas) y su obsesión con el Pensador.
Después de desilusionarse por su papel en la Segunda Guerra Mundial y la pérdida de su esposa Pearl en el Blitz, Porter viajó a Rapture para seguir su sueño de crear inteligencia artificial. Aunque en un inicio Porter y Wahl trabajaron juntos en el desarrollo del Pensador, cada uno tenía en mente usarlo con fines personales. Porter intentó recrear a Pearl emulando su personalidad con el Pensador, mientras que Wahl creía que podía programar la computadora para predecir el futuro. Wahl traicionó a Porter y lo delató con la policía secreta de Rapture para quedarse con el Pensador. Ahora, la Guarida de Minerva ha sido aislada del resto de Rapture y sus científicos, cuyo ADN ha sido recombinado, atacan a Sigma.
A medida que el juego avanza, el entorno se vuelve cada vez más peligroso, ya que Sigma tiene que enfrentarse al sofisticado sistema de defensa del Pensador y a Wahl, quien dirige un ejército privado de splicers. Cuando Sigma llega al núcleo del Pensador, Wahl envía Big Daddies para intentar detenerlo, pero al no conseguirlo, Wahl se enfrentar personalmente con Sigma. Al tomar muestras del ADN de Sigma para imprimir sus planos, el Pensador revela que Sigma es en realidad Porter, quien fue convertido en un Big Daddy después de haber sido entregado a las autoridades de Rapture. Las "instrucciones" que Porter le transmitía a Sigma a lo largo del juego en realidad provienen del Pensador, que está imitando la voz de uno de sus creadores. En la secuencia final del juego no hay ningún combate; el jugador camina por la vivienda de Porter, en donde se había obsesionado con recrear digitalmente a su esposa. Sigma y la doctora Brigid Tenenbaum regresan a la superficie en una batisfera. Tenenbaum logra restaurar el cuerpo humano original de Porter al deshacer la programación de Sigma. Porter visita la tumba de su esposa y deja una carta en la que se disculpa por intentar devolverla a la vida usando el Pensador. Al final, admite estar listo para dejarla seguir su camino.

## Desarrollo

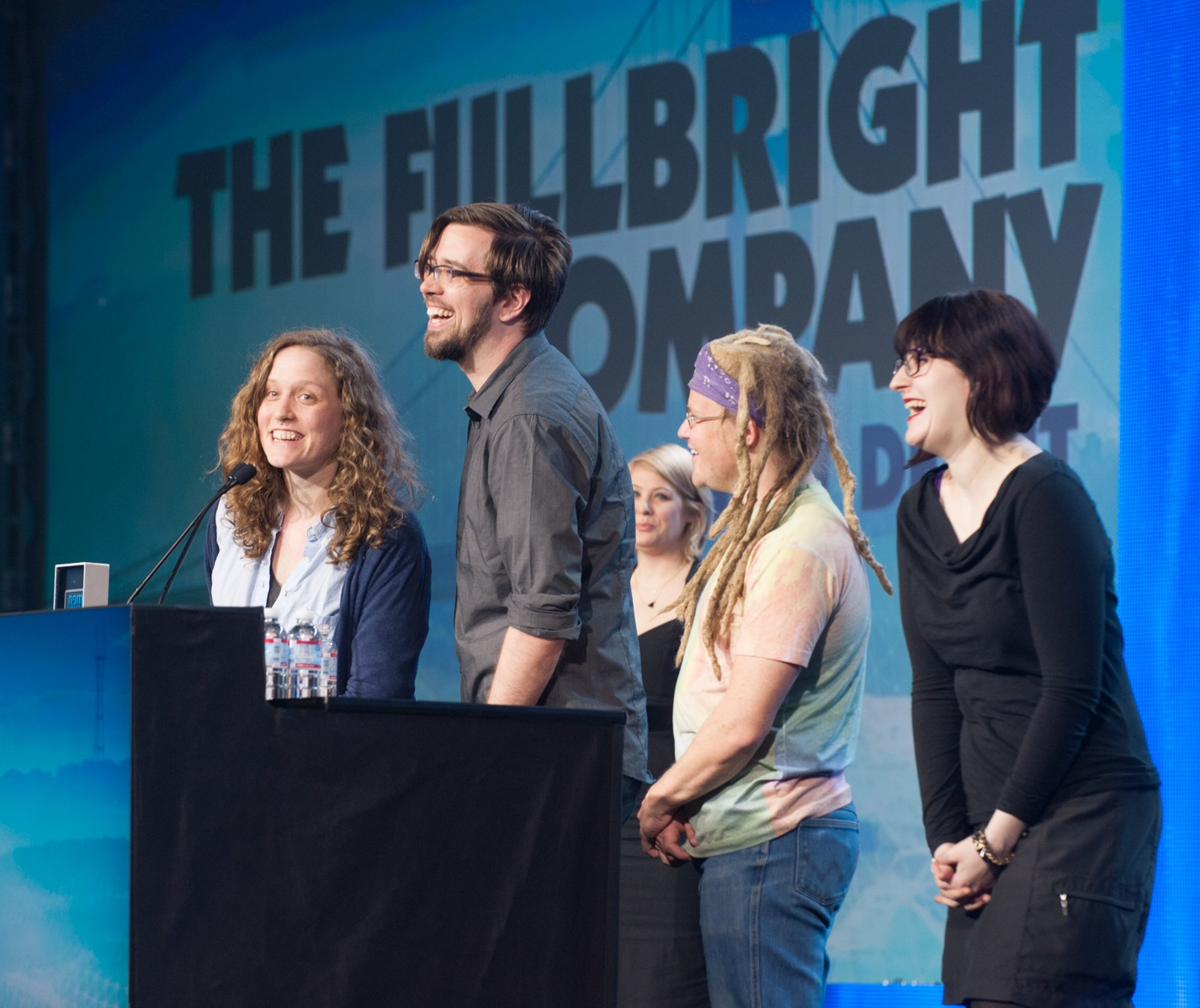
Steve Gaynor (segundo de izquierda a derecha), Johnnemann Nordhagen (tercero) y Karla Zimonja (cuarta) fueron miembros del equipo que desarrolló La Guarida de Minerva

El desarrollo del contenido descargable (DLC) de La Guarida de Minerva comenzó después de que BioShock 2 fue terminado. Steve Gaynor y un equipo de otros nueve trabajadores de tiempo completo se encargaron de crear una experiencia para un solo jugador que tuviera una duración de tres a cinco horas. Gaynor se desempeñó como diseñador y escritor principal, teniendo en cuenta su trabajo como diseñador de niveles para BioShock 2 y en elementos de la historia como el diálogo y los diarios de audio (grabaciones dispersas que revelan partes de la historia mientras los jugadores exploran). Los nombres del equipo de desarrollo pueden encontrarse escritos en frascos que contienen babosas marinas esparcidos por los niveles del juego a modo de easter eggs. El equipo de desarrollo estaba limitado en cuanto a la forma que podía tomar el DLC y fue necesario reutilizar tantos modelos como fuera posible. Gaynor recordó que las limitaciones de tiempo y recursos fueron una bendición disfrazada. Aunque muchas empresas usarían un DLC para ganar más dinero con menor tiempo de desarrollo y expectativas bajas, Gaynor sintió que estas limitaciones también permitían tomar más riesgos creativos.  Con un equipo tan pequeño, el personal colaboró sin permanecer en roles segregados; según Gaynor, "tiene que ser lo más orgánico posible, y cuando alguien tiene algo que no es necesariamente su responsabilidad principal, pero tiene pasión por ello e ideas para ello, creo que hay que aprovecharlo".
Mientras lo entrevistaban para su plaza de trabajo en 2K Marin, se le pidió a Gaynor que propusiera un posible nivel de BioShock. Gaynor recordó haber sugerido una historia centrada en el núcleo del computador central de Rapture y un personaje que usara la recombinación para volverse más inteligente. Durante el desarrollo de BioShock 2, los diseñadores de niveles sugirieron la posibilidad de que la tecnología de Rapture creara una inteligencia artificial (IA) primitiva que conduciría al desarrollo de SHODAN, una IA que aparece en el videojuego System Shock. Al desarrollar ideas para lo que se convertiría en La Guarida de Minerva, Gaynor sugirió fusionar las ideas: usar una historia sobre el núcleo del computador central de Rapture y una IA "steampunk", inspirada en las múltiples identidades e imitaciones de SHODAN. Gaynor quería que el contenido encajara tanto en el mundo de BioShock como en la época histórica en la que tiene lugar. Cuando los desarrolladores decidieron centrarse en la tecnología computacional de Rapture, la hicieron con base en la era temprana de la computación nacida con el trabajo realizado durante la Segunda Guerra Mundial, incluido el trabajo de Alan Turing y los criptógrafos de Bletchley Park. Gaynor pensó que lo lógico era que Rapture progresara usando la tecnología genética, pero por otro lado los residentes de Rapture también habían tenido la oportunidad de explorar otras áreas de la tecnología que los llevaron a callejones sin salida, incluida la robótica y la automatización en la Guarida de Minerva.
Comparando el largo desarrollo y narrativa del juego principal con el desarrollo e historia de La Guarida de Minerva, Gaynor dijo que había disfrutado la oportunidad de contar una historia más corta en la que los jugadores entendieran a los personajes. Según Gaynor:
Pudimos replicar los temas de BioShock que son nativos de Rapture y hacer que tuvieran relevancia en la ficción específica que es La Guarida de Minerva. Cuando tienes una supercomputadora que puede hacer un millón de cálculos por segundo, ¿cómo encaja eso con las ideas de libre albedrío, predestinación, destino y elección en las que se basa BioShock?
Gaynor quería adaptar los grandes temas de BioShock para contar una historia diferente sobre perder a alguien y modificar el pasado que se centrara en un solo personaje, Porter, quien es el "corazón" del juego. Gaynor sintió que la secuencia final del juego, en la que el jugador camina por la vivienda de Porter, era importante para darles tiempo a los jugadores para reflexionar sobre el viaje del personaje. Resistió las tentaciones de hacer del escenario un lugar para combate.
Para evitar que los jugadores de BioShock 2 sintieran que la forma de jugar en La Guarida de Minerva era repetitiva, 2K Marine intentó presentar una experiencia distinta dentro de las limitaciones de la narrativa. Se diseñaron niveles más oscuros y enemigos más peligrosos para dar una sutil sensación de terror de supervivencia; el equipo también ajustó el orden en el que los jugadores reciben la equipación y los plásmidos para alentarlos a interactuar con el entorno, en lugar de simplemente usar la agresión.

## Lanzamiento
La Guarida de Minerva fue anunciada como la última parte del contenido descargable de BioShock 2 en agosto de 2010. La Guarida de Minerva es la única expansión del juego que ofrece nuevas experiencias para un solo jugador. El DLC se lanzó el 31 de agosto para las consolas PlayStation 3 y Xbox 360, con poca publicidad. Inicialmente, no había planes para lanzar La Guarida de Minerva o cualquier otro DLC de BioShock 2 para computadoras (PC), pero más tarde 2K reanudó el desarrollo de las versiones para PC, y La Guarida de Minerva se lanzó para Microsoft Windows en 2011 y para OS X en 2015.
Con el cierre de la tienda de Games for Windows en agosto de 2013, BioShock 2 y todos sus DLC se lanzaron en Steam en octubre de 2013. El juego se actualizó para ser compatible con los logros de Steam, el modo Big Picture y controles de consola. La Guarida de Minerva fue gratis para los jugadores que ya tenían BioShock 2 antes de la actualización. En enero de 2013, La Guarida de Minerva y el resto de BioShock 2 se relanzaron en un paquete que incluía BioShock llamado BioShock: Ultimate Rapture Edition. La Guarida de Minerva también fue incluida en la compilación remasterizada de BioShock de 2016, BioShock: The Collection, que se lanzó para Windows, PlayStation 4, Xbox One y Nintendo Switch.

## Recepción y legado
La Guarida de Minerva recibió críticas generalmente favorables, según el agregador de reseñas Metacritic. The Daily Telegraph elogió La Guarida de Minerva después del DLC mediocre de BioShock 2 que lo precedió. Eurogamer e IGN lo calificaron como una excelente historia final para el escenario de Rapture. La Guarida de Minerva ha sido considerada como una de las mejores expansiones de todos los tiempos.
Los críticos dijeron que La Guarida de Minerva se juega de forma muy similar a BioShock 2, pero apreciaron las novedades en la jugabilidad. Varios reseñadores coinciden en que la expansión ofreció una experiencia completa y concentrada propia de BioShock 2; Rock, Paper, Shotgun escribió que La Guarida de Minerva "toca los puntos clave de las ideas detrás de BioShock —manipulación, tecnología retorcida, distorsión de los valores, ambición y locura— y todos ellos se mezclan con el sistema de combate mejorado que, para algunos, hace que BioShock 2 sea superior a BioShock 1". Para Kotaku y Engadget, algunos aspectos del juego son repetitivos, como la reutilización de elementos "tediosos" del juego base y el uso reiterado de incluir ciertas secuencias de juego.
Los críticos elogiaron la narrativa de La Guarida de Minerva. Andrew Heyward, de GamesRadar, dijo que la historia hace que La Guarida de Minerva sea una extensión imprescindible dentro del universo del juego. Kevin VanOrd, de GameSpot, escribió que si bien la presentación de la expansión es familiar para los jugadores de BioShock —las voces en la radio decirle al jugador a dónde ir—, el atractivo radica en su "naturaleza personal" y el personaje de Porter. Las reseñas de GameSpot y Eurogamer consideraron que Wahl era un villano débil, pero que Porter era un protagonista convincente. El ludólogo Robert Gallagher elogió el juego como un examen reflexivo y complejo de la tecnología y la humanidad, y lo considera una evidencia de que los videojuegos podrían ser útiles para explorar esos temas.
El giro inesperado al final del juego fue recibido positivamente. VanOrd lo consideró "sorprendente desde la perspectiva de la trama y temáticamente consistente con las revelaciones anteriores de BioShock". Sin embargo, Engadget aseguró que si bien el giro le da un valor retroactivo a las vidas de los personajes, se consigue a costa del desmoronamiento de la conexión que construye el jugador con el Sujeto Sigma. Heather Alexandra, de Kotaku, comparó el giro con los de BioShock y BioShock Infinite y escribió: "[esos] juegos quieren impresionarte. La Guarida de Minerva quiere conmoverte". Varios reseñadores sintieron que la historia de la expansión era más fuerte que la de BioShock 2.

Gaynor reconoció que la experiencia de trabajar con un pequeño equipo de desarrollo fue positiva y cambió su percepción de la creación de juegos. Más tarde, Gaynor pasó a formar parte de Irrational Games. Sin embargo, la insatisfacción producida por el prolongado desarrollo de BioShock Infinite llevó a Gaynor y a otros dos desarrolladores de La Guarida de Minerva a fundar su propio estudio de juegos, The Fullbright Company. Fullbright desarrolló el aclamado juego Gone Home, el cual comparte el modelo de exploración no lineal y el enfoque en los personajes de La Guarida de Minerva. La secuencia final de exploración sin combate de La Guarida de Minerva sirvió como plantilla para Gone Home.